# دانييل ليفين
دانييل ليفين (بالإنجليزية: Daniel Lewin) (و. 1970 – 2001 م) هو عالم حاسوب، ورياضياتي، وشخصية أعمال من الولايات المتحدة، وإسرائيل، ولد في دنفر، توفي في نيويورك، عن عمر يناهز 31 عاماً، بسبب جرح طعني.

## التعليم
تعلم في جامعة تخنيون.

## جوائز
حصل على جوائز منها:
- القاعة الوطنية للمخترعين المشاهير.